# Ulica Wielka we Wrocławiu

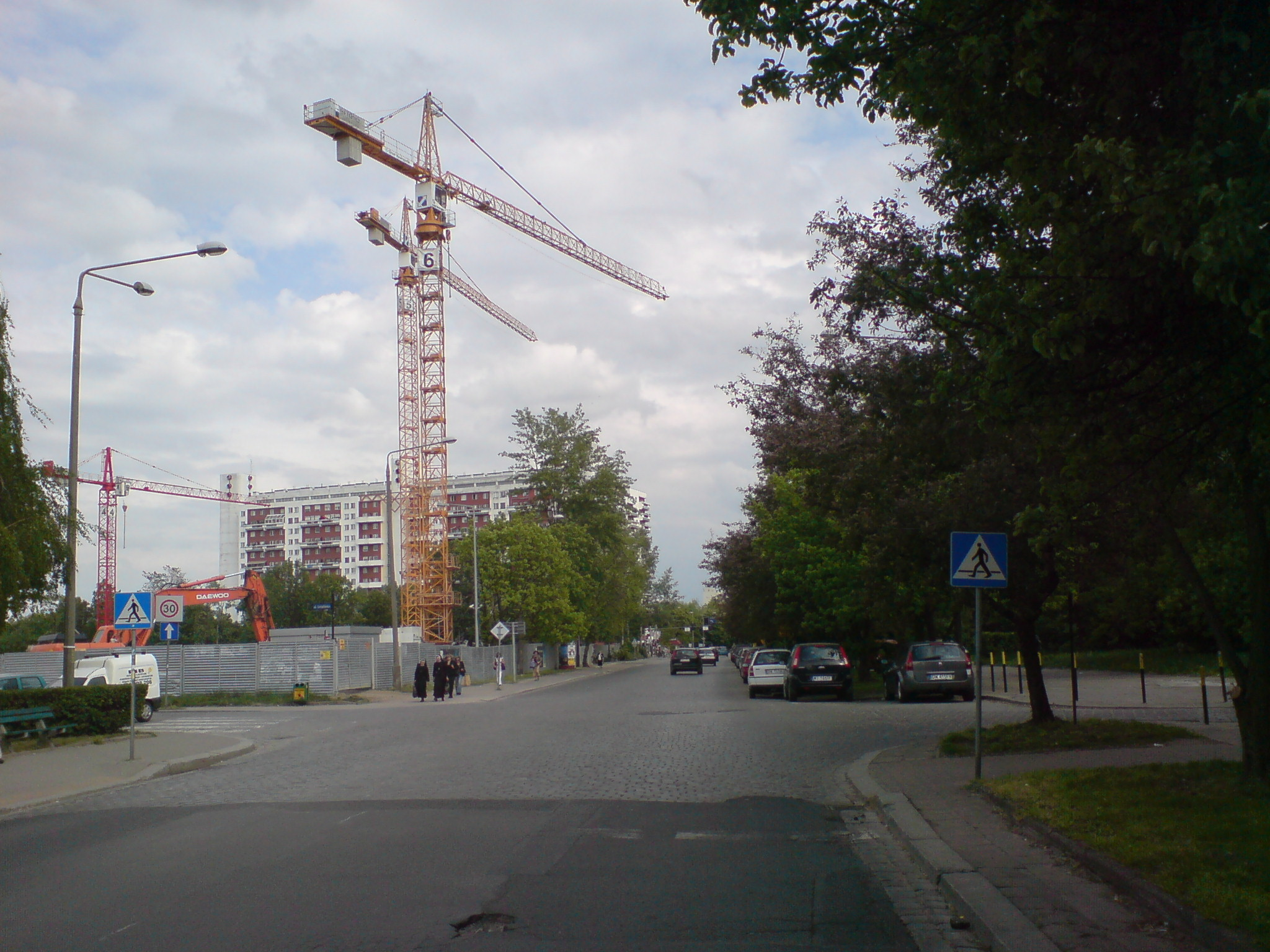
Zachodni odcinek Wielkiej przy skrzyżowaniu z Gwiaździstą (stan w roku 2009); po lewej widoczne żurawie na budowie Sky Tower

Ulica Wielka – jedna z ulic Wrocławia, przecinająca w przybliżeniu równoleżnikowo osiedle Południe. Wytyczona na miejscu istniejącej wcześniej drogi łączącej niegdyś dzisiejszy plac Hirszfelda na zachodzie z dzisiejszymi osiedlami Huby i Glinianki na wschodzie. W roku 1871 nosiła nazwę Pintostraße (jej patronem i fundatorem był graf Pinto, na którego gruntach położonych pomiędzy dzisiejszą ul. Zielińskiego a Powstańców Śląskich wytyczony został pierwszy odcinek ulicy). W roku 1887 teren ten kupiło Śląskie Towarzystwo Nieruchomości; od tego czasu datuje się rozbudowa ulicy w kierunku wschodnim, zgodnie z założeniami urbanistycznymi dzielnicy cesarza Wilhelma (Kaiser-Wilhelm-Viertel) z roku 1882 i 1895. Za patrona otrzymała Goethego i przemianowana została na Goethestraße. Wkrótce połączyła ówczesny Höfchenplatz (dziś plac Hirszfelda) z Neudorfstraße (dziś ul. Komandorska). Później na wschodzie przedłużona została do Bohrauerstraße (ul. Borowska), następnie jeszcze do Gallestraße (ul. Wapienna), a około 1915 roku doprowadzona została do Hubenstraße (ulica Hubska). Goethestraße była w tym czasie, zwłaszcza na swym zachodnim odcinku, zabudowana bogatymi kamienicami i zamieszkana przez zamożnych mieszczan – urzędników i przedstawicieli wolnych zawodów (mieszkali tu m.in. zasłużeni wrocławscy architekci i miejscy radcy budowlani, Richard Plüddemann i Karl Lüdecke, a także Friedrich Barchewitz, Richard Gaze i Alfred Böttcher).
Wiosną 1945 podczas oblężenia Festung Breslau cała zabudowa ulicy została zniszczona. Podczas powojennego odgruzowywania miasta część gruzów gromadzona była w postaci hałdy zlokalizowanej pomiędzy ulicami Ślężną, Sieradzką, Borowską i Kamienną, która to pogrzebała pod sobą część (ok. 350 m) ulicy Wielkiej. Na planach Wrocławia aż do końca lat 60. ciąg ulicy Wielkiej rysowany był z nieistniejącym odcinkiem włącznie, ponieważ hałda zapełniana była dopiero w ostatniej fazie odgruzowywania (podczas przygotowywań do budowy bloków z wielkiej płyty na osiedlach „Anna”, „Barbara”, „Celina” i „Dorota”, składających się na osiedle „Południe”). Dopiero w latach 70. usankcjonowano fakt podzielenia ulicy Wielkiej na dwa osobne odcinki, nadając jej wschodniej części (od Borowskiej do Wapiennej) nazwę ulicy Przestrzennej. Wcześniej, w grudniu 1965 zlikwidowano ostatecznie wschodni odcinek ulicy Kruczej pomiędzy placem Hirszfelda a ul. Powstańców Śląskich, a jej kilkudziesięciometrowy fragment od placu Hirszfelda do Gwiaździstej włączono nominalnie do ulicy Wielkiej.
Po tych zmianach dzisiejsza ulica Wielka liczy ok. 1,05 km długości. Przecinająca ją hałda gruzu nosiła przez pewien czas nazwę Wzgórza Gomułki (od maja 1985, kiedy to z okazji 40. rocznicy zakończenia wojny, wmurowano tu z udziałem wdowy po Władysławie Gomułce akt erekcyjny pod budowę Pomnika Ziem Odzyskanych; pomnik ten jednak nigdy nie powstał). Wzgórze zostało obsiane trawą i obsadzone drzewami, wytyczono na nim ścieżki i postawiono ławki i od tego czasu pełni funkcje rekreacyjne, a w latach 90. przemianowane zostało na Wzgórze Andersa. Zostało ono w swej północnej części zlikwidowane (splantowane) w latach 2004–2005 (w związku z budową aquaparku – Wrocławskiego Parku Wodnego), ale częściowo – w miejscu, gdzie niegdyś biegła Goethestraße – istnieje nadal, co oznacza, że przedwojenny ciąg ulicy Wielkiej nie został już przywrócony.